# Una nuvola d'ira
Una nuvola d'ira è un romanzo di Giovanni Arpino del 1962, che narra le vicende di tre militanti comunisti coinvolti in un triangolo amoroso.
Nella breve postfazione scritta per l'edizione del 1982 (pubblicata col titolo Confessione) Arpino scrisse che il libro provocò notevoli polemiche negli ambienti della sinistra, e che gli vennero riferiti tentativi da parte di Palmiro Togliatti di ostacolarne la diffusione.
Nel 1983 il regista Massimo Scaglione diresse per la RAI una versione televisiva, interpretata tra gli altri da Ileana Ghione (Sperata), Gipo Farassino (Matteo) e Piero Sammataro (Angelo), poi trasmessa su Rai 3 il 19 maggio 1984.

## Trama

### Parte prima
La vicenda si svolge a Torino nel 1961, nei giorni in cui si svolgono le celebrazioni per il centenario dell'Unità d'Italia.
Matteo è un quarantenne ex partigiano, operaio in una conceria. Sua moglie Sperata lavora in un'industria tessile. Angelo Maunero, magazziniere, è un comune amico, molto più giovane di Matteo. I tre sono uniti dalla militanza nei movimenti comunisti.
Angelo è un marxista di posizioni estreme, che non vuole scendere a compromessi. Abilissimo meccanico, ha subito l'inserimento in una mansione meno qualificata per non aver voluto rinunciare alla sua ideologia. Angelo è un convinto anticlericale e disprezza apertamente chi si discosta dalle sue idee.
Angelo e Sperata sono da tempo amanti, ma Sperata continua ad avere rapporti anche con Matteo. Angelo e Sperata trascorrono il tempo libero tra cinema, musei e conferenze, mentre Matteo è un appassionato di caccia e pesca. La relazione tra Angelo e Sperata non è mai stata chiarita apertamente con Matteo, anche se i due amanti sono certi che egli ne è consapevole, e anzi ritengono che i rapporti tra loro tre siano un esempio della loro superiorità nei confronti delle convenzioni sociali.
Matteo viene ricoverato per un'ulcera. Il sabato prima dell'operazione, Angelo e Sperata, dopo averlo salutato in ospedale, trascorrono la serata tra la Fiera in corso in città, un cinema e infine una fiaschetteria. Angelo non perde occasione, come suo solito, di manifestare la sua contrarietà verso chi ha comportamenti troppo convenzionali, chi si accontenta e non sembra avere fede in sé. 
Al rientro a casa di Sperata, trovano la sala e la cucina devastate; il fucile da caccia di Matteo è sparito. Angelo e Sperata capiscono che Matteo è fuggito dall'ospedale e si è voluto vendicare, poi è fuggito con la sua moto. Temono che voglia uccidersi o che lo possa uccidere la grave ulcera da cui è affetto, così si mettono alla sua ricerca.

### Parte seconda
Angelo e Sperata, non trovando Matteo in città o negli ospedali, decidono di andarlo a cercare in un paese nei pressi di Alba, dove vive un fratellastro. Durante il viaggio, le discussioni sul gesto di Matteo fanno affiorare, soprattutto in Sperata, i dubbi sul loro rapporto; ciò che consideravano superiorità è forse solo superbia. Sperata si ripromette di tornare a vivere solo con Matteo se questi si salverà.
Fanno una sosta e si imbattono in una festa di matrimonio. Angelo deride i partecipanti e cresce l'irritazione di Sperata, che si scopre ad avere desiderato la morte di Matteo, per non dovere affrontare ciò che potrebbe accadere con lui vivo.
Quando giungono dal fratellastro di Matteo, un contadino che si lamenta della vita di campagna, questi si finge sorpreso di vederli. Poi, quando riesce a parlare da solo con Sperata, le dice che Matteo è stato da lui; non aveva detto nulla prima, perché sapeva che c'era di mezzo un altro uomo e aveva capito che quello era Angelo. Matteo è stato da lui, ma poi è ripartito con la sua moto.
Angelo e Sperata ripartono all'inseguimento, sperando che Matteo abbia deciso di tornare in ospedale. Riprende la discussione, e anche le certezze di Angelo cominciano ad incrinarsi. Si fermano presso un sentiero di campagna e intravedono una moto in una scarpata, riconoscendo quella di Matteo.
Matteo è riverso a terra, debole e ferito. Sperata rimane con lui mentre Angelo va a cercare un medico. Matteo cerca con le poche forze rimaste di scusarsi con Sperata, ma quasi subito muore. Angelo torna poco dopo, furioso per non avere trovato un medico disposto a venire con lui, e non può fare altro che aiutare Sperata a recuperare il corpo di Matteo. Sperata ha la sensazione che siano stati loro ad uccidere Matteo, e le pare che anche Angelo cerchi di nascondere pentimento, vergogna e rabbia.

## Edizioni
- Giovanni Arpino, Una nuvola d'ira, Narratori italiani (94), Mondadori, 1962,  p. 192.
- Giovanni Arpino, Una nuvola d'ira, Oscar (530), Mondadori, 1974,  p. 201.
- Giovanni Arpino, Una nuvola d'ira, La scala, Rizzoli, 1982,  p. 166.
- Giovanni Arpino, Una nuvola d'ira, BUR (578), Rizzoli, 1984,  pp. XII-165.
- Giovanni Arpino, Una nuvola d'ira, BUR Scrittori Contemporanei, Rizzoli, 2009,  pp. XIX-165, ISBN 978-88-17-03100-4.